# Stéréoélectroencéphalographie
 (mars 2025).
La stéréoélectroencéphalographie (SEEG) est la pratique consistant à enregistrer des signaux électroencéphalographiques via des électrodes profondes implantées chirurgicalement dans le tissu cérébral. Elle peut être utilisée chez les patients épileptiques ne répondant pas aux traitements médicaux et qui sont des candidats potentiels à une chirurgie cérébrale afin de contrôler les crises.
Cette technique a été introduite pour le diagnostic des patients épileptiques par le Centre hospitalier Sainte-Anne, à Paris, dans les années 50[Lesquelles ?]. Des électrodes intracérébrales sont placées dans les zones cérébrales souhaitées pour enregistrer l'activité électrique lors des crises d'épilepsie, contribuant ainsi à définir avec précision les limites de la zone pathologique à l’origine des crises, dont l’exérèse chirurgicale pourrait permettre de guérir des crises. Les risques potentiels de la procédure, représentant moins de 1 % des cas, comprennent l'hémorragie cérébrale et infection, qui peuvent entraîner une déficience neurologique permanente ou la mort. Pour cette raison, la stéréoélectroencéphalographie est réservée à des cas d'épilepsie sélectionnés et particulièrement compliqués.